# Anisocytose

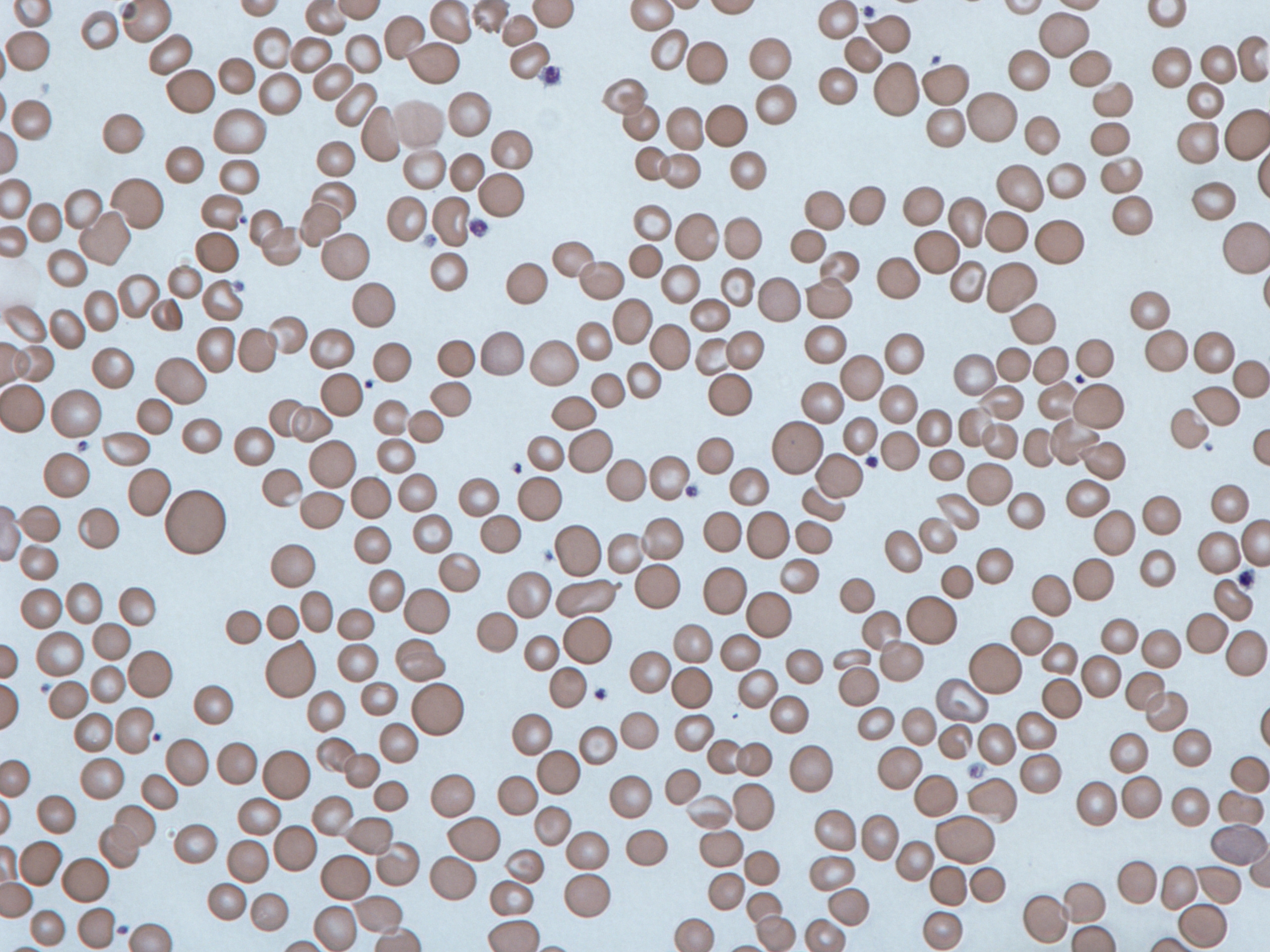
Globules rouges humains provenant d'un cas d'anisocytose.

L’anisocytose,  est un terme issu du grec an: privatif, isos : égal et kutos : cellule, signifiant l'existence d'une différence de taille des différents éléments d'une même lignée cellulaire.

## Les différents types

### En fonction de la lignée de cellules concernée
- L’anisocytose érythrocytaire :  l’anomalie concerne les érythrocytes (globules rouges)[1]
- L’anisocytose plaquettaire ou anisocytose thrombocytaire : l’anomalie concerne les thrombocytes (plaquettes sanguines)[1]

On peut parler d'anisocytose dans une population de globule rouge ou de globule blanc.

### En fonction du type d’anomalie constatée
- Aniso-microcytose : forte présence de microcytes, avec des cellules sanguines sont anormalement petites[2]
- Aniso-macrocytose : forte présence de macrocytes, avec des cellules sanguines sont anormalement grandes[2]
- Aniso-poïkilocytose : variation de diamètre et de forme des cellules

## Causes
L'anisocytose peut être causée par une carence martiale (carence en fer sans anémie ou anémie ferriprive), une anémie hémolytique, une anémie par carence en vitamines(carences en vitamine B9 et B12), une inflammation, une thalassémie, l'alcoolisme chronique, insuffisance hépatique, effet secondaire de médicaments, dysthyroïdies (dysfonctionnement de la thyroïde),myélodysplasies (dysfonctionnement de la moelle osseuse).

## Symptômes
Les symptômes sont les mêmes que ceux d'une anémie:  fatigue généralisée ;un essoufflement , des palpitations, des faiblesses et vertiges, une pâleur, des maux de tête.

## Diagnostic
L'anisocytose érythrocytaire se dépiste par la recherche de l'indice de distribution des globules rouges ou IDR supérieur à 15 indique une plus grande variation de la taille des hématies que la normale. L'IDR fait partie d'un hémogramme, et se mesure grâce à une prise de sang.
Un IDR élevé indique souvent une ferritine très basse avec ou sans anémie.